# Nathalie Fontaine
Nathalie Fontaine (Stoccolma, 3 ottobre 1993) è una cestista svedese.

## Carriera
Con la Svezia ha disputato i Campionati europei del 2021.